# Énergie nucléaire
L'énergie nucléaire est l’énergie associée à la force de cohésion des nucléons (protons et neutrons), la force nucléaire forte au sein du noyau des atomes. Les transformations du noyau libérant cette énergie sont les réactions nucléaires. La force nucléaire faible régit les réactions entre particules et neutrinos.
La libération d'énergie nucléaire a lieu naturellement par les réactions de fusion nucléaire au sein des étoiles — par exemple le Soleil — ainsi que par fission nucléaire dans la radioactivité naturelle, la principale source de chaleur de la Terre. L'énergie libérée lors des réactions de fission ou de fusion nucléaires est exploitée à des fins civiles et militaires, au sein de réacteurs nucléaires ou lors d'explosions atomiques.

## Radioactivité
La radioactivité est un phénomène physique naturel, se manifestant par le fait que certains types de noyaux atomiques, instables, peuvent dissiper sous forme d'énergie une partie de leur masse initiale (transformée selon la célèbre formule E=mc2 d'Albert Einstein) et évoluer spontanément vers des noyaux atomiques plus stables, par désintégration.
Un corps radioactif dégage naturellement cette énergie sous la forme d'un flux de rayonnement ionisant et de chaleur. Cette chaleur est particulièrement intense pour le combustible nucléaire dans le réacteur ; c’est la raison pour laquelle le combustible irradié est entreposé dans une piscine de désactivation près du réacteur. C'est le même phénomène qui est à l'origine d'une partie de la chaleur de la croûte continentale terrestre.

## Réaction nucléaire
Une réaction nucléaire est une interaction entre un noyau atomique et une autre particule (particule élémentaire, noyau atomique ou rayonnement gamma) qui provoque un réarrangement nucléaire.
Ces réactions sont d'autant plus faciles qu'elles conduisent à des configurations plus stables. La différence d’énergie (correspondant au défaut de masse) constitue alors l’énergie libérée par la réaction. Cette transformation de la masse en énergie (selon la célèbre formule E=mc2) est utilisée dans les réactions nucléaires de fission et fusion.

### Fission

Un exemple de fission nucléaire : une réaction en chaîne faisant intervenir de l'uranium 235.

Lorsqu’un neutron percute le noyau de certains isotopes lourds, il existe une probabilité que le noyau percuté se scinde en deux noyaux plus légers. Cette réaction, qui porte le nom de fission nucléaire, se traduit par un dégagement d’énergie très important (de l’ordre de 200 MeV par événement, à comparer aux énergies des réactions chimiques, de l’ordre de l’eV).
Cette fission s’accompagne de l’émission de plusieurs neutrons qui, dans certaines conditions, percutent d’autres noyaux et provoquent ainsi une réaction en chaîne. Dans un réacteur nucléaire, cette réaction en chaîne se déroule dans des conditions stables, à vitesse lente et contrôlée. Dans une bombe, où la matière est placée brusquement très loin de son domaine de stabilité, la réaction se multiplie si rapidement qu’elle conduit à une réaction explosive.
L’importance de l’énergie émise lors de la fission provient du fait que l’énergie de liaison par nucléon du noyau initial est plus faible que celle des noyaux produits (environ 7,7 MeV par nucléon pour les éléments lourds, contre 8,8 pour le fer). La plus grande partie de l’énergie se retrouve sous forme d’énergie cinétique des neutrons et des noyaux fils, une énergie récupérée sous forme de chaleur dans les réacteurs. D'après le CEA, l'énergie produite par 1 kg d'uranium naturel dans un réacteur nucléaire est égale à l'énergie de 10 tonnes équivalent pétrole (tep). Selon les observations récentes d'ondes gravitationnelles, cette énergie de liaison provient de la conversion d'énergie gravitationnelle en énergie cinétique, puis en énergie de liaison lors de la formation d'éléments lourds par processus r au cours de la coalescence de deux étoiles à neutrons (un phénomène aussi appelé kilonova).

### Fusion nucléaire

Un exemple de fusion nucléaire : la fusion du deutérium avec du tritium produit de l'Hélium 4 et un neutron et libère de l'énergie.

La fusion nucléaire est une réaction dans laquelle deux noyaux atomiques s’assemblent pour former un noyau plus lourd ; par exemple, un noyau de deutérium et un noyau de tritium s’unissent pour former un noyau d’hélium plus un neutron. La fusion des noyaux légers dégage une quantité considérable d’énergie provenant de l’interaction forte, bien plus importante que la répulsion électrostatique entre les constituants des noyaux légers. Ceci se traduit par un défaut de masse (voir énergie de liaison et E=mc2), le noyau résultant ayant une masse moins élevée que la somme des masses des noyaux d’origine.
Cette réaction n’a lieu qu’à des températures très élevées (plusieurs dizaines de millions de degrés) où la matière est à l’état de plasma. Ces conditions sont réunies au sein des étoiles, lors de l’explosion d’une bombe à fission nucléaire qui amorce ainsi l’explosion thermonucléaire (bombe H), ou dans des réacteurs nucléaires expérimentaux.
En 2021, aucune installation ne permet une production nette d’énergie par le contrôle de réactions de fusion nucléaire. Des recherches sont en cours afin d’obtenir un plasma sur une durée suffisante, afin que l’énergie de fusion produite soit supérieure à celle investie dans le chauffage des particules. En particulier, le projet international ITER fédère des chercheurs pour développer un usage civil de cette énergie. L'assemblage de ce réacteur a débuté le juillet 2020 à Saint-Paul-lès-Durance en France et ses premiers essais devraient avoir lieu en 2025.

### Comparaison des énergies nucléaire et chimique
- Si vous ne connaissez pas le sujet, laissez ce bandeau (vous pouvez alors contacter les auteurs).
- Si vous supprimez le contenu mis en cause (vous pouvez préalablement contacter les auteurs),

argumentez précisément cette suppression dans la page de discussion
(un manque de référence n'est pas un argument ; une recherche réelle de référence doit avoir été effectuée, être formellement documentée).
L'énergie nucléaire est d'environ 1 % de l'énergie de masse donnée par la formule d'Einstein de l'énergie de masse (ici celle d'un proton) :
{\displaystyle E_{M}=m_{\mathrm {p} }c^{2}={\rm {938\;MeV}}}.
C'est l'énergie nécessaire pour séparer un neutron d'un proton. C'est aussi l'énergie de liaison du noyau de l'atome d'hydrogène.
Elle est de l'ordre d'un million de fois celle de l'énergie chimique qui est moins connue et donnée par la constante de Rydberg issue de la théorie de Bohr de l'atome d'hydrogène :
{\displaystyle E_{C}=R_{y}={\frac {1}{2}}\alpha ^{2}m_{\mathrm {e} }c^{2}={\rm {13{,}6\;eV}}}.
L'énergie nucléaire est généralement attribuée à une interaction hypothétique, la force forte. Une théorie développée sur la force de cohésion des noyaux des isotopes de l'hydrogène indique qu'elle peut s'exprimer par une formule analogue aux précédentes et de valeur intermédiaire :
{\displaystyle E_{N}={\frac {1}{2}}\alpha m_{\mathrm {p} }c^{2}={\rm {3{,}5\;MeV}}}
L'ordre de grandeur de cette énergie de séparation neutron-proton est proche de l'énergie de liaison du deutérium 2H, 2,2 MeV, soit 1,1 MeV par nucléon. Elle est la moitié de celle de la particule {\displaystyle \alpha } qui est aussi l'hélium 4, 4He. Les noyaux du fer Fe et du nickel Ni sont les éléments chimiques qui ont la plus grande énergie de liaison nucléaire, légèrement inférieure à 9 MeV.
Connaissant les formules des énergies nucléaire et chimique, on en déduit l'ordre de grandeur de leur rapport :
{\displaystyle {\frac {E_{N}}{E_{C}}}={\frac {m_{\mathrm {p} }}{\alpha m_{\mathrm {e} }}}=137\times 1\,836=250\,000}
- Ce résultat peut être obtenu de façon simple. En effet le rayon de Bohr caractérisant l'énergie chimique, celle de l'atome d'hydrogène, est

{\displaystyle a_{0}={\frac {\varepsilon _{0}h^{2}}{\pi m_{\mathrm {e} }e^{2}}}={\rm {53\;pm}}}.
Le rayon d'un nucléon n'est pas une constante universelle mais le rayon de Compton du proton,
{\displaystyle R_{P}={\frac {\hbar }{m_{\mathrm {p} }c}}={\rm {0{,}21\;fm}}}
est assez voisin du rayon du proton, 1 fm, en est une. Le rapport du rayon de Bohr à celui du proton est alors de l'ordre de 50 000.
Selon la loi de Coulomb, l'énergie électrostatique est en raison inverse du rayon. Faisons le rapport :
{\displaystyle {\frac {a_{0}}{R_{P}}}={\frac {\frac {\varepsilon _{0}h^{2}}{\pi m_{\mathrm {e} }e^{2}}}{\frac {h}{2\pi m_{\mathrm {p} }c}}}={\frac {\varepsilon _{0}hm_{\mathrm {p} }c}{m_{\mathrm {e} }e^{2}}}={\frac {m_{\mathrm {p} }}{2m_{\mathrm {e} }\alpha }}}
On obtient la formule donnée plus haut, divisée par 2.
En fait ce calcul ne donne que l'ordre de grandeur du rapport des énergies nucléaire et chimique, d'autant que l'énergie de liaison par nucléon varie de 1 MeV pour l'hydrogène lourd à près de 10 MeV pour le fer.
Les symboles utilisés sont :
Énergie de masse {\displaystyle E_{M}}
Énergie nucléaire {\displaystyle E_{N}}
Énergie chimique {\displaystyle E_{C}}
Énergie du proton : {\displaystyle m_{\mathrm {p} }={\rm {938\;MeV}}}
Énergie de l'électron : {\displaystyle m_{\mathrm {e} }={\rm {0{,}5\;MeV}}}
Constante de structure fine : {\displaystyle \alpha ={\frac {e^{2}}{2\varepsilon _{0}hc}}={\frac {1}{137}}}
L'énergie nucléaire est une fraction évaluée habituellement à 1 % de l'énergie de masse d'Einstein, ce qu'on retrouve avec un coefficient de 1/137 obtenu par un calcul basé sur la loi de Coulomb où le potentiel est en 1/r.

## Applications

### Réactions nucléaires modérées

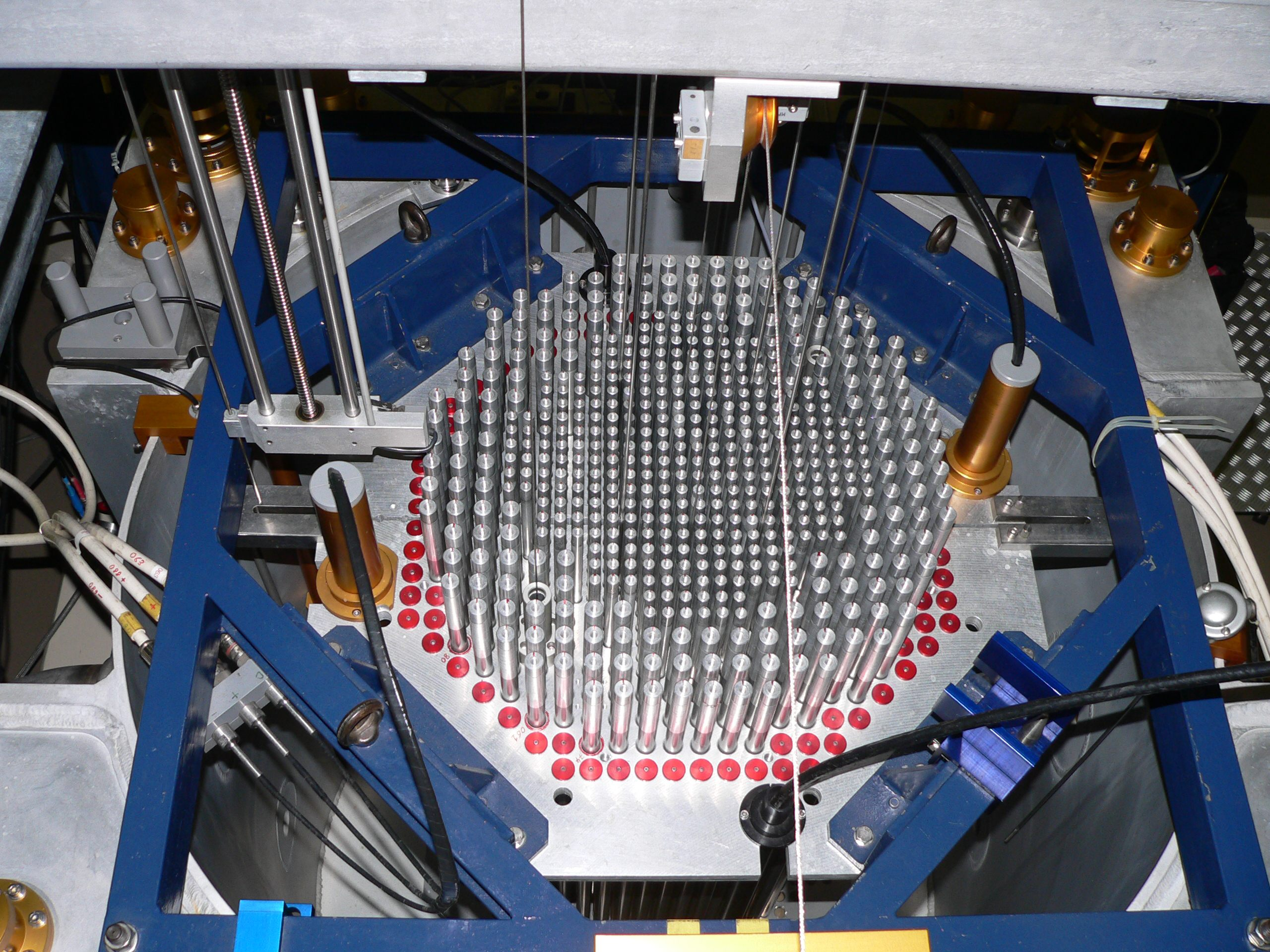
Cœur de réacteur nucléaire (École polytechnique fédérale de Lausanne).

Les applications de l’énergie nucléaire concernent, pour l’essentiel, deux domaines :
- la production d'électricité dans des centrales nucléaires ;
- la propulsion navale, principalement pour les flottes militaires (sous-marins et porte-avions) et pour quelques navires civils, notamment des brise-glaces.

Une autre application est la production d’isotopes radioactifs utilisés dans l’industrie (radiographie de soudure, par exemple) et en médecine (médecine nucléaire et radiothérapie). D’autres utilisations ont été imaginées, voire expérimentées, comme la production de chaleur pour alimenter un réseau de chauffage, le dessalement de l’eau de mer ou la production d'hydrogène.
Ces applications utilisent des réacteurs nucléaires (appelés aussi piles atomiques, lorsqu’il s’agit de faible puissance, d’usage expérimental et de production de radioisotopes). Les réactions de fission nucléaire y sont amorcées, modérées et contrôlées dans le cœur, constitué de l'assemblage de combustible et de barres de contrôle et traversé par un fluide caloporteur qui en extrait la chaleur. Cette chaleur est ensuite convertie en énergie électrique (ou en énergie motrice pour la propulsion navale) par l’intermédiaire de turbines et alternateurs (ensemble appelé turbo-alternateur).

#### Centrales nucléaires
Les 415 réacteurs en fonctionnement au 23 novembre 2024 totalisent une puissance installée de 373 735 MW, dont 96 952 MW (25,9 %) aux États-Unis, 61 370 MW (16,4 %) en France, 54 152 MW (14,5 %) en Chine, 26 802 MW (7,2 %) en Russie, 25 825 MW (6,9 %) en Corée du sud, 13 699 MW (3,7 %) au Canada, 13 107 MW (3,5 %) en Ukraine et 11 046 MW (3,0 %) au Japon (12 réacteurs). De plus, 25 réacteurs sont en attente de redémarrage, dont 21 au Japon (20 633 MW) et 4 en Inde (639 MW).
Les 63 réacteurs en construction dans 15 pays totalisent une puissance de 66 100 MW, dont 30 764 MW (46,5 %) en Chine, 5 398 MW (8,2 %) en Inde, 4 456 MW (6,7 %) en Turquie, 4 400 MW (6,7 %) en Égypte, 3 850 MW (5,8 %) en Russie et 3 260 MW (4,9 %) au Royaume-Uni.

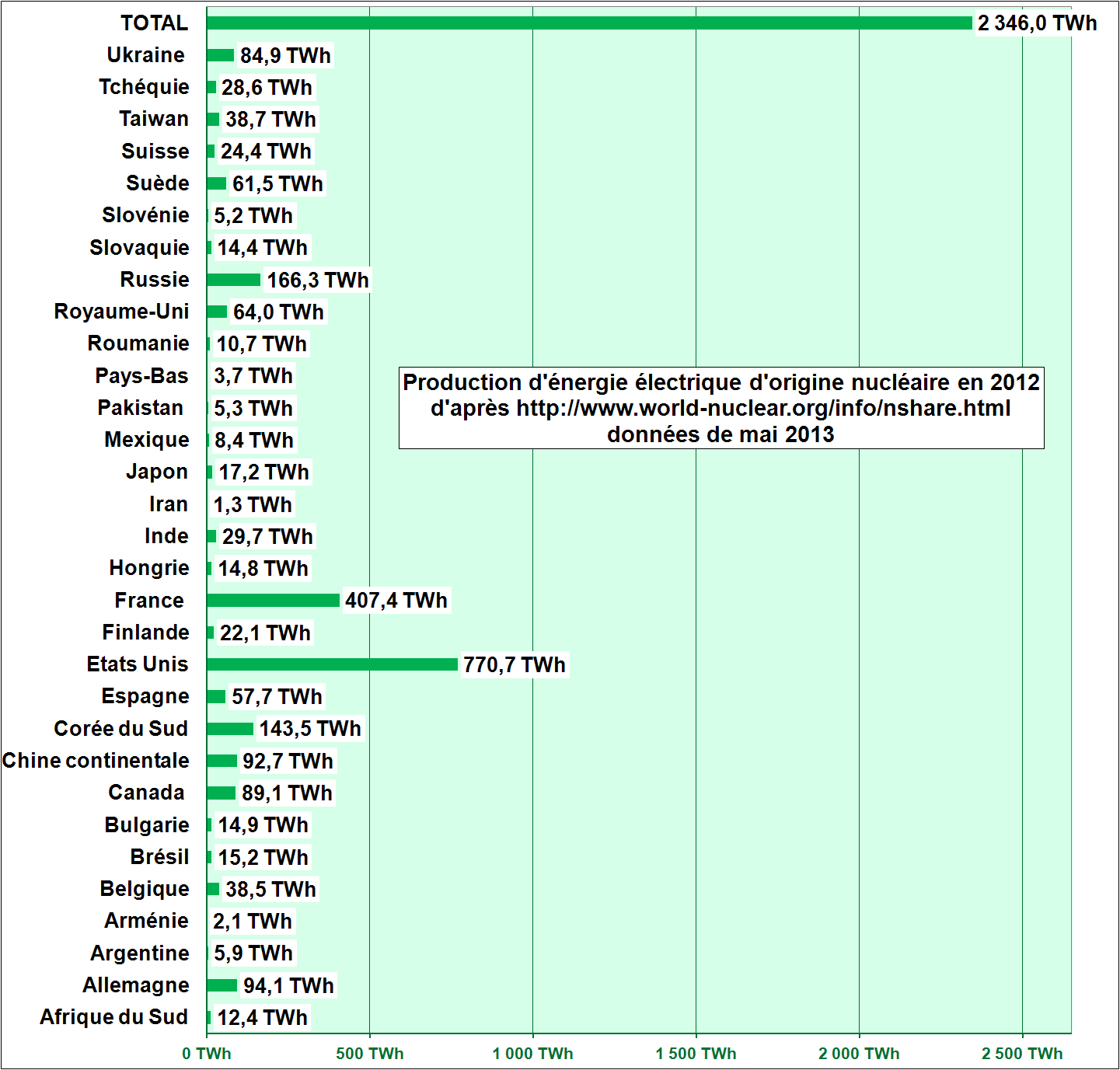
Production d'électricité d'origine nucléaire par pays (2012).

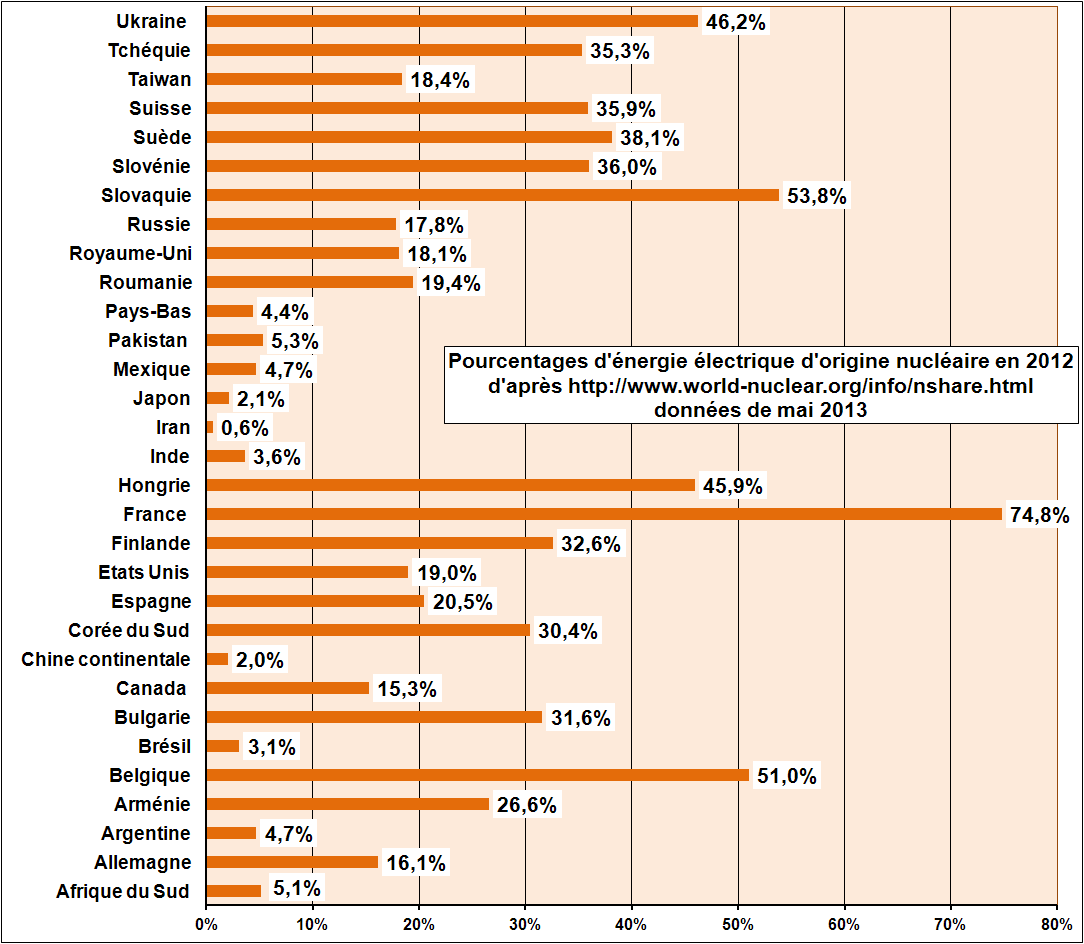
Pourcentages de production d'électricité d'origine nucléaire par pays (2012).

La production d'électricité des centrales nucléaires a atteint un pic de 2 661 TWh en 2006 ; après une chute à 2 346 TWh en 2012 consécutive à l'accident nucléaire de Fukushima, elle est remontée progressivement à 2 657 TWh en 2019, puis a reculé à 2 552 TWh en 2023.
La part du nucléaire dans la production mondiale d'électricité était de 9,8 % en 2021 et de 9,2 % en 2022 contre 16,9 % en 1990. En 2023, les principaux pays producteurs d'électricité nucléaire sont les États-Unis (779 TWh, 30,5 % du total mondial), la Chine (406 TWh, 15,9 %), la France (324 TWh, 12,7 %), la Russie (204 TWh, 8,0 %) et la Corée du sud (172 TWh, 6,7 %). En 2020, la Chine augmente sa production de 4,4 points par le démarrage de deux nouveaux réacteurs et prend sa deuxième place à la France.
À la suite de l'accident nucléaire de Fukushima, la production d'électricité d'origine nucléaire a chuté de 2 518 TWh en 2011, soit 13,5 % de la production mondiale d'électricité, à 10,8 % en 2012, puis se maintient à environ 11 % jusqu'en 2015.
La France est le pays dont la part d'électricité d'origine nucléaire est la plus élevée en 2023 (64,8 %), suivie par la Slovaquie (61,3 %), la Hongrie (48,8 %), la Finlande (42,0 %) et la Belgique (41,2 %). Cette production en Chine est en progression rapide depuis le milieu des années 2000, elle atteint 4,9 % de la production électrique du pays en 2023.
Dans l'Union européenne, 13 États membres produisent de l'électricité nucléaire. En 2020, cette production nucléaire se chiffre à 683 512 GWh — soit 25 % — de la production d'électricité de l'union. Le plus gros producteur de l'UE est la France (52 % de la production de l'UE), suivi de l'Allemagne (9 %), l'Espagne (9 %) et la Suède (7 %). Ces quatre pays ensemble produisent les trois quarts de l'électricité nucléaire l'UE.
Le 28 novembre 2018, la Commission européenne publie une communication proposant une stratégie énergétique à long terme (2050) axée sur la décarbonation de la consommation d'énergie, réduisant les émissions de 90 % d'ici 2050 par la combinaison de mesures d'amélioration de l'efficacité énergétique, d'augmentation de la part de l'électricité dans la consommation finale d'énergie (53 % en 2050 contre 20 % en 2017) ; elle prévoit une utilisation accrue du nucléaire (15 % de la production d'électricité en 2050) à côté des énergies renouvelables (80 % en 2050).

#### Propulsion navale

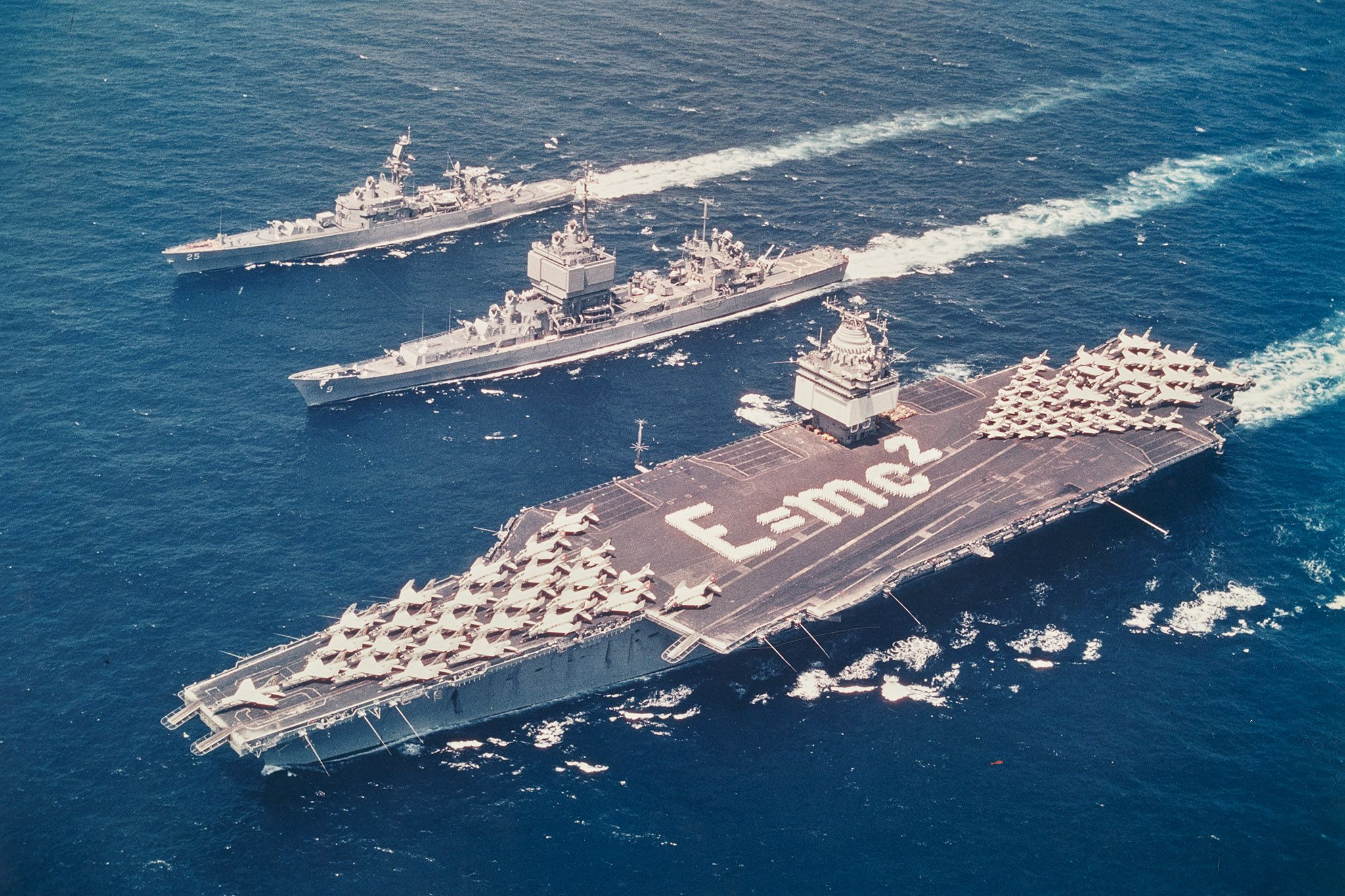
, et en route en mer Méditerranée lors de l'Opération Sea Orbit, en 1964. Ils formaient la « Task Force One », la première force opérationnelle entièrement propulsée par l'énergie nucléaire, et ont parcouru 26540 milles marins (49190 km) autour du monde en 65 jours. Réalisée sans aucun ravitaillement en carburant ni en provisions, l'« Opération Sea Orbit » a démontré les capacités des navires de surface à propulsion nucléaire.

Les bâtiments à propulsion nucléaire utilisent un ou plusieurs réacteurs nucléaires. La chaleur produite est transmise à un fluide caloporteur utilisé pour générer de la vapeur d’eau actionnant :
- des turbines couplées aux hélices de propulsion (propulsion à vapeur) ;
- des turbines couplées à des alternateurs alimentant en énergie électrique tout le bâtiment, et éventuellement des moteurs électriques de propulsion (propulsion électrique).

Environ 400 navires à propulsion nucléaire existent dans le monde, très majoritairement militaires, surtout des sous-marins, mais aussi des porte-avions et des croiseurs, et quelques navires civils, principalement des brise-glaces. Des cargos nucléaires ont également été expérimentés dans les années 1960 et 1970 (l’Américain NS Savannah, l’Allemand Otto Hahn et le Japonais Mutsu), mais leur exploitation ne s’est pas avérée rentable et ces expériences ont été abandonnées.
Les coûts d’investissement et d’exploitation de la propulsion nucléaire sont importants, ce qui la rend rarement intéressante pour une utilisation civile. Elle n'est véritablement intéressante que pour un usage militaire, et particulièrement pour les sous-marins. Cette énergie apporte :
- une très grande autonomie permettant d’éviter en opérations la contrainte du ravitaillement en combustible (retour à un port ou ravitaillement à la mer). Sur les porte-avions, l’espace libéré par l’absence de soute à combustible, permet de consacrer plus de volume au stockage des munitions ou des aéronefs par exemple ;
- une propulsion totalement indépendante de l’atmosphère,
  - alors que les sous-marins classiques sont contraints de remonter en surface (ou à l’immersion périscopique en utilisant un schnorchel) pour alimenter les moteurs Diesel en air (oxygène) et ainsi recharger leurs batteries électriques, après quelques dizaines d’heures de plongée aux moteurs électriques (quelques jours pour ceux dotés de propulsion AIP), les rendant ainsi détectables et vulnérables, les sous-marins à propulsion nucléaire peuvent rester plusieurs mois en plongée, préservant ainsi leur discrétion,
  - ils peuvent également soutenir dans la durée des vitesses importantes en plongée qu’un sous-marin classique ne pourrait maintenir plus de quelques dizaines de minutes sans entièrement décharger ses batteries.

La propulsion nucléaire apporte donc aux sous-marins un avantage déterminant, au point que l’on peut, en comparaison, qualifier les sous-marins classiques de simples submersibles.

#### Propulsion spatiale
Les sondes Voyager I et II ont déjà emporté des générateurs nucléaires pour alimenter leur système électronique. En revanche, la propulsion nucléaire, au cas où elle serait possible, n’est encore qu’envisagée. Elle aurait l’avantage de produire une poussée, certes faible, mais constante pendant tout le trajet, alors que les engins spatiaux actuels - sauf ceux utilisant l’énergie solaire et les moteurs ioniques - ne peuvent produire qu’une seule poussée initiale, ou quelques ajustements de trajectoire, à cause de la faible contenance de leurs réservoirs. C’est pourquoi on les nomme balistiques et c’est aussi pour cela qu’il leur faut atteindre la vitesse de libération dès le départ. Sur de longs trajets, interplanétaires par exemple, cette accélération continue pourrait être globalement plus efficace que l’accélération initiale utilisée actuellement.
Le gouvernement américain a accordé une enveloppe de 125 millions de dollars à la NASA pour concevoir une fusée propulsée grâce à un réacteur nucléaire qui chauffe un fluide, en général de l'hydrogène liquide, à très haute température ; ce fluide est éjecté via un conduit à l'arrière du moteur, créant ainsi une poussée permettant de propulser la fusée Cette technologie pourrait considérablement diminuer les temps de trajet. L'agence spatiale américaine espérerait pouvoir exploiter le futur moteur nucléaire dès sa mission lunaire de 2024, et surtout pour l'objectif Mars en 2033,.

#### Chauffage urbain
La chaleur dégagée par la réaction de fission dans les centrales nucléaires sert à produire de la vapeur qui actionne les turbines de générateurs. Les parcs nucléaires actuels atteignent des températures d’exploitation de l’ordre de 300 °C, alors que le chauffage urbain et le dessalement de l’eau de mer nécessitent environ 150 °C. Les centrales nucléaires convertissent actuellement un tiers de la chaleur produite en électricité, la chaleur restante est généralement rejetée dans l’environnement. Au lieu d’être rejetée, celle-ci pourrait être utilisée pour le chauffage ou le refroidissement.
Cette cogénération est pratiquée dans plusieurs pays : Bulgarie, Chine, Hongrie, République tchèque, Roumanie, Russie, Slovaquie, Suisse et Ukraine. Depuis 1983, la centrale nucléaire de Beznau (Suisse) fournit ainsi de la chaleur aux communes, aux particuliers, à l’industrie et aux agriculteurs. L’Akademik Lomonosov, première centrale nucléaire flottante au monde, dont l’exploitation commerciale a débuté en mai 2020, fournit de la chaleur à la région de Tchoukotka, dans l’extrême nord-est de la Russie. En Chine, le réseau de chauffage urbain utilisant la vapeur des deux réacteurs de la centrale nucléaire de Haiyang est devenu opérationnel à la fin de 2020 et la première phase du projet devrait permettre d’éviter l’utilisation de 23 200 tonnes de charbon et l’émission de 60 000 tonnes de CO2 par an. À la fin de 2021, il doit fournir de la chaleur à toute la ville de Haiyang.

#### Dessalement
La faisabilité des usines de dessalement nucléaires intégrées a été confirmée par une expérience de plus de 150 années-réacteurs, principalement en Inde, au Japon et au Kazakhstan. Le réacteur nucléaire d’Aktaou (Kazakhstan), au bord de la mer Caspienne, a produit jusqu’à 135 MWe d’électricité et 80 000 m3 d’eau potable par jour pendant 27 ans, jusqu’à son arrêt en 1999. Au Japon, plusieurs installations de dessalement liées à des réacteurs nucléaires produisent environ 14 000 m3 d’eau potable par jour. En 2002, une centrale de démonstration couplée à deux réacteurs nucléaires de 170 MWe a été mise en place à la centrale nucléaire de Madras, dans le sud-est de l’Inde.

#### Centrales à usages multiples
En Chine, un petit réacteur modulaire à haute température refroidi par gaz est entré en service à la fin de 2021 ; il est conçu pour assurer la production d’électricité, la cogénération, la chaleur industrielle et la production d'hydrogène. Le Japon a redémarré son réacteur expérimental à haute température (HTTR) en juillet 2021. La chaleur produite est utilisée pour la production d’électricité, le dessalement de l’eau de mer et la production d’hydrogène par un procédé thermochimique. L’initiative H2-@-Scale, lancée en 2016 par les États-Unis, vise à examiner les perspectives de production d’hydrogène au moyen de l’énergie nucléaire. Au Canada, les Laboratoires nucléaires canadiens (LNC) prévoient de lancer le Parc de démonstration, d’innovation et de recherche sur l’énergie propre (DIREP), site d’essai pour les applications de cogénération utilisant des petits réacteurs modulaires.

### Réactions nucléaires explosives

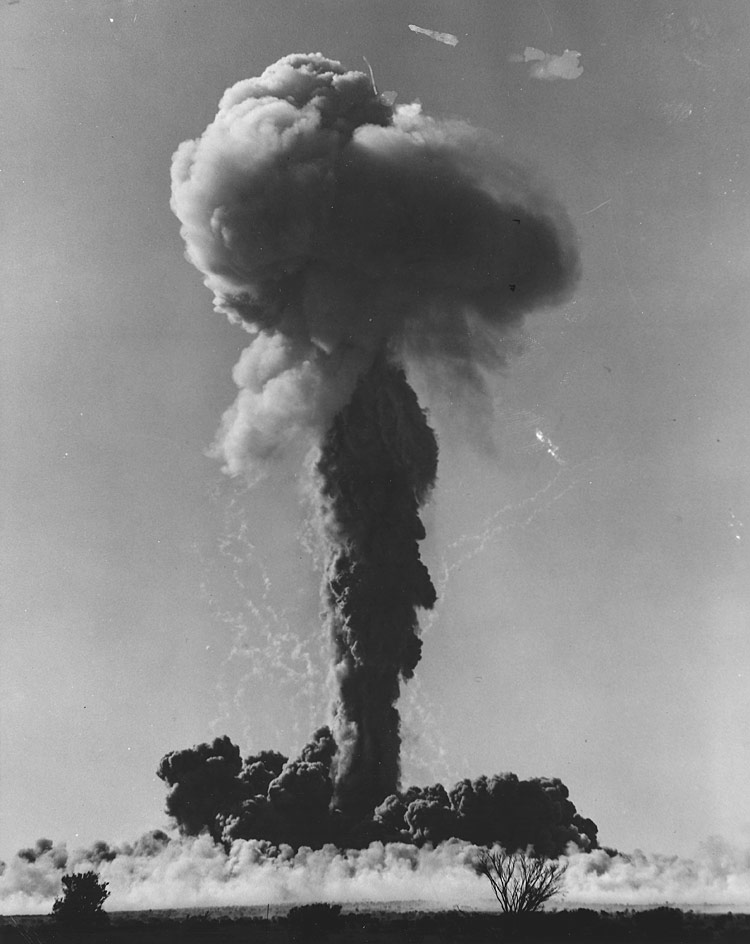
Essai nucléaire anglais du 11 octobre 1956.

La puissance de l'énergie nucléaire peut être utilisée comme explosif. L'échelle de l'énergie totale dégagée par les bombes nucléaires va de la kilotonne à la mégatonne d’équivalent TNT. L’énergie d’une explosion nucléaire est répartie essentiellement dans l’effet de souffle (onde de choc), l’effet thermique, l’effet d’impulsion électromagnétique et les radiations.

#### Types d’armes
Les armes nucléaires sont de deux types. Les armes à fission ou « bombes A » utilisent de l’uranium enrichi ou du plutonium, mis en condition critique par implosion sous l'effet d’un explosif classique ; dans les armes à fusion ou bombes thermonucléaires ou « bombes H », les conditions de température et de pression nécessaires à la réaction de fusion d’isotopes d’hydrogène (deutérium et tritium) sont obtenues par l’explosion d’une « amorce » constituée par une bombe à fission au plutonium.
La bombe à neutrons est une variante de bombe thermonucléaire conçue pour maximiser la part de l’énergie émise sous forme de neutrons ; elle est supposée détruire les plus grandes formes de vie dans le voisinage de la cible, tout en provoquant un minimum de dégâts matériels.

#### Histoire
La première utilisation militaire d’une arme nucléaire (« bombe A ») a eu lieu les 6 et 9 août 1945. Le largage de deux bombes sur les villes japonaises d’Hiroshima et de Nagasaki par l’armée américaine visait à mettre un terme à la Seconde Guerre mondiale. Depuis, ce type d’armement n’a fait l’objet que d’essais nucléaires expérimentaux (atmosphériques puis souterrains) puis de modélisations informatiques. La bombe atomique a été à l’origine de la doctrine de dissuasion ou « équilibre de la terreur » qui a été développée durant la Guerre froide.

#### Doctrine d’emploi
Dans la doctrine d’emploi de la plupart des puissances nucléaires, on distingue :
- l’arme nucléaire stratégique, instrument de la doctrine de dissuasion nucléaire ou de « non-emploi », destinée à prévenir un conflit ;
- de l’arme nucléaire tactique, ou de bataille, susceptible d’être employée sur des objectifs militaires au cours d’un conflit. La précision des vecteurs aidant, ce type d’arme a conduit à la miniaturisation et aux faibles puissances (mini-nuke dans le jargon journalistique américain).

La doctrine française n’a jamais considéré l’emploi d’armes nucléaires à des fins tactiques. Des armes de relative faible puissance (missiles Pluton puis Hadès, aujourd’hui retirés, missiles de croisière ASMP) sont définies comme pré-stratégiques ; dans cette conception, ces armes ne servent qu’accessoirement à un but militaire sur le terrain, leur principal effet étant celui d’un « ultime avertissement », de nature politique, pour prévenir les dirigeants ennemis que les intérêts vitaux de la France sont désormais en jeu, et que le prochain échelon des représailles sera thermonucléaire.

## Industrie du nucléaire
Pendant la Seconde Guerre mondiale et dans les décennies suivantes, la quasi-totalité de l'uranium était utilisé pour la fabrication d'armes nucléaires. Cela a cessé d'être le cas au cours des années 1970, et désormais l'uranium est essentiellement utilisé comme combustible dans les centrales nucléaires.
La production d'énergie nucléaire est une activité de haute technologie qui demande un contrôle rigoureux et permanent. Ce contrôle est aussi bien le fait des autorités de sûreté nationales (l'Autorité de sûreté nucléaire et de radioprotection en France) qu'internationales, comme l'Agence internationale de l'énergie atomique au niveau mondial, ou la Communauté européenne de l'énergie atomique (Euratom) en Europe.

## Recherche dans le domaine de l’énergie nucléaire
- Les pays détenteurs de l'arme atomique (Russie, États-Unis, Royaume-Uni, France, Chine, Inde, Pakistan, Israël et Corée du Nord) mènent des recherches classées « secret défense » pour entretenir ou moderniser leur arsenal atomique.
- Les États-Unis, l’Union européenne, la Russie, le Japon, la Chine et la Corée du Sud se sont réunis autour du projet ITER, programme d’étude à long terme de la fusion nucléaire contrôlée. C’est un projet de recherche qui a pour objectif la construction et l’exploitation expérimentale d’un tokamak de grandes dimensions. Le réacteur sera construit à Cadarache en France. Ce projet explore une des branches de la fusion, la fusion par confinement magnétique.
- Des recherches portent également sur la fusion par confinement inertiel, aux États-Unis qui expérimentent la méthode Z-pinch, ou en France où est construit le laser Mégajoule[23].
- Dans le cadre du Forum international génération IV, des études sont menées sur le développement de nouvelles filières de réacteurs nucléaires à fission[24]. Le planning de ce programme international prévoit la mise en service industriel de ces réacteurs à l’horizon 2030-2040.
- L’étude du cycle du thorium est en cours. Le thorium pourrait supplanter l’uranium actuellement utilisé, car ses réserves sont plus importantes. Toutefois, le thorium naturel est composé à 100 % de l’isotope 232 qui n’est pas fissile mais fertile (comme l’uranium 238). Son utilisation est donc assujettie au développement des réacteurs surgénérateurs et des procédés chimiques de retraitement afférents.
- Depuis mars 1996, au Japon, un programme de recherche international doté d'un centre d'études des matériaux a pour objectif d'inventer les matériaux qui pourront résister à la fusion thermonucléaire, baptisé IFMIF.
- Des recherches sont en cours en Chine, notamment sur la technologie de réacteur à lit de boulets. Une unité de démonstration composée de deux réacteurs de type HTR-PM (réacteur à haute température refroidi à l'hélium) et d'une turbine de 210 MWe est en cours de tests en 2018 à la Shidao Bay et sa mise en service est attendue en fin d'année 2018 ; 18 unités de cette technologie sont planifiées pour la même centrale ; une version plus puissante de 650 MWe composée de six réacteurs et une turbine est à l'étude pour déploiement dans plusieurs centrales existantes[25].
- Un prototype de réacteur intégral à sels fondus à uranium sera mis en service en 2020 au Canada en 2020 par la société Terrestrial Energy[26]. En Chine, un réacteur à sels fondus au thorium est également en développement en 2017[27].
- Dans le domaine des petits réacteurs modulaires, le groupe Technicatome prévoit de construire une tête de série du réacteur Nuward en 2030[28].

## Coût de l'énergie nucléaire

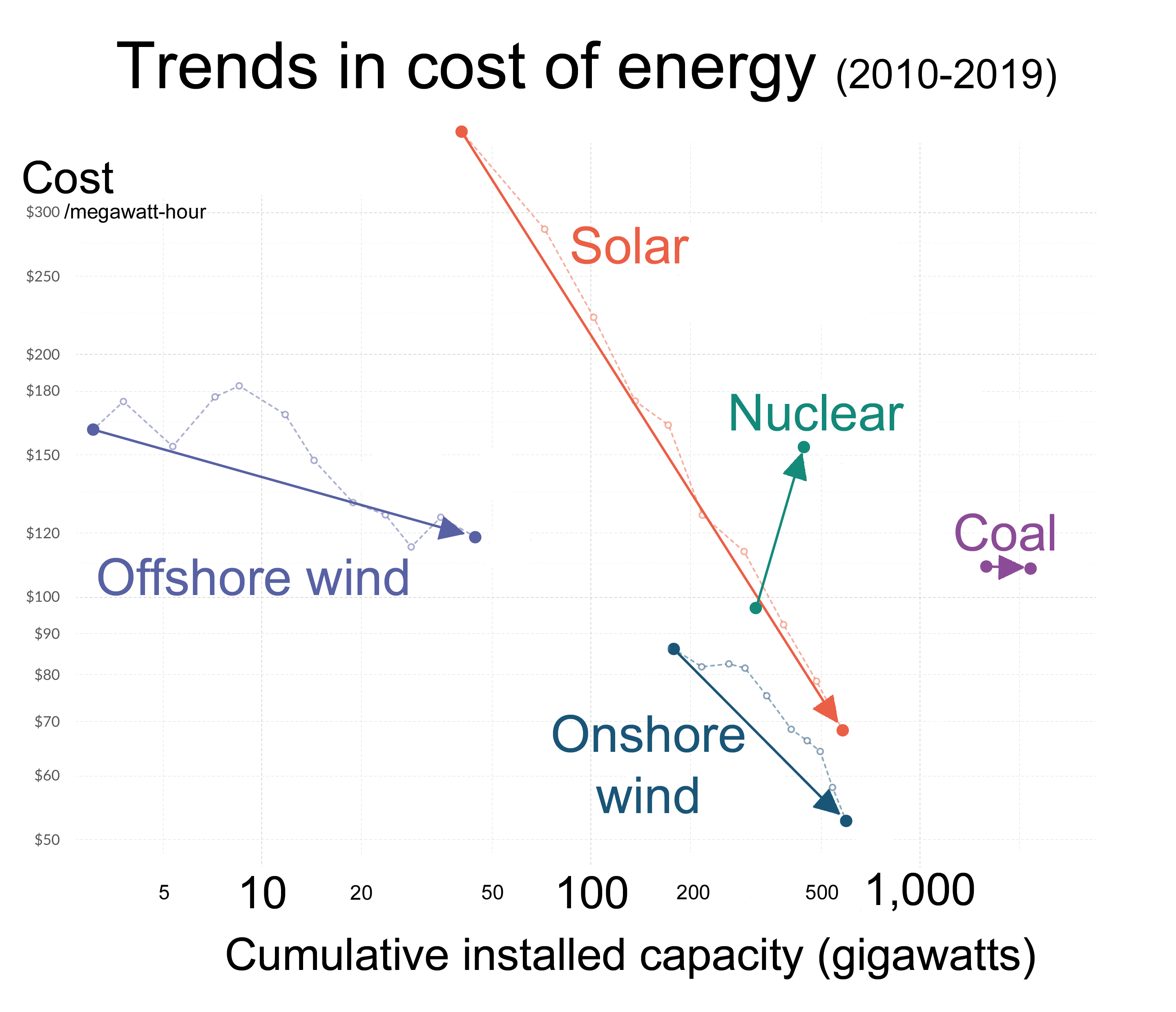
Le prix de l'énergie nucléaire nouvellement construite a crû au cours des dernières années, alors qu'il a baissé pour les énergies renouvelables. Toutefois, les données de ce graphique ne prennent pas en compte le coût des équipements de stockage ou des centrales pilotables nécessaires pour compenser l'intermittence de l'éolien et du solaire ; les données sur le nucléaire sont d'origine incertaine.

Comparée à d'autres sources d'énergie, l'énergie nucléaire civile nécessite des investissements initiaux très importants, mais bénéficie d'un coût d'exploitation plus faible par kilowatt heure produit, conduisant à un faible taux de rentabilité interne : l'investissement dans le nucléaire ne se conçoit que dans le cadre d'une politique à très long terme. Cette exploitation se poursuit sur des durées qui se chiffrent en dizaines d'années. Le coût de l'énergie nucléaire dépend fortement de la durée sur laquelle l'investissement initial est amorti, et la prolongation éventuelle de leur exploitation constitue un enjeu économique très important,. La rentabilité varie aussi fortement suivant les solutions techniques proposées (type de centrale, de combustible…).
Le coût du combustible nucléaire est principalement dû à l'enrichissement de l'uranium et à la fabrication des éléments combustibles, qui nécessitent une technologie relativement complexe. La part du minerai d'uranium dans le coût de l'énergie est faible comparée à celles des énergies fossiles : l'énergie nucléaire est par elle-même la source d'une activité industrielle spécialisée.
La Chine travaille, par ailleurs, en partenariat avec les États-Unis, sur la mise au point d'une technologie de réacteur nucléaire à sels fondus, dont le coût de revient serait à titre de comparaison inférieur à celui du charbon.

### Situation et perspectives aux États-Unis
L'Inde et la Chine sont les pays où le nucléaire se développe le plus en 2019, mais les États-Unis comptent encore le plus grand parc nucléaire au monde. Cependant, un seul réacteur nucléaire y a été mis en service depuis 30 ans (Watts Bar 2, dans le Tennessee, 1 200 MW connectés au réseau en 2016) alors que huit tranches ont été arrêtées de 2013 à 2019 (la dernière étant Pilgrim 1, dans le Massachusetts, fin mai 2019) ; et seuls deux projets sont annoncés : les tranches 3 et 4 de la centrale de Vogtle, en Géorgie, qui devraient être dotées de réacteurs de troisième génération de type AP100 en 2021 et 2022. Les premiers de ces nouveaux réacteurs ont été lancés sur les sites de VC Summer en Géorgie et de Vogtle en Caroline du Sud, chacun doté de deux réacteurs AP1000, mais en juillet 2017 le projet de VC Summer a été abandonné (centrale nucléaire de Virgil Summer). De plus, ces deux projets en cours ont subi des problèmes techniques, retards et dépassements et budget (27 milliards de dollars évoqués en 2019) à l'image de ceux de l'EPR européen à Flamanville en France, et à Olkiluoto en Finlande.
Dans le même temps, le « boom du gaz de schiste », dû la technologie de la fracturation hydraulique, a fait chuter les prix du gaz et de l'énergie, impulsant une multiplication de centrales à cycle combiné gaz. Quatre réacteurs nucléaires ont fermé en 2013 pour manque de compétitivité et un cinquième fin 2014. Cependant, le prix du gaz devrait augmenter à moyen ou long terme, rendant alors le nucléaire plus compétitif, surtout si des normes d'émissions de CO2 plus sévères sont instituées. Dans le même temps le coût des énergies solaires et éoliennes a aussi beaucoup baissé. En mars 2017, le premier fabricant de réacteurs nucléaires, équipant plus de 50 % des réacteurs au monde, Westinghouse, a été placé en faillite. Des investisseurs ont récemment montré un grand intérêt pour les réacteurs modulaires à sels fondus (MSR pour Molten Salt reactors), qui pourraient remplacer les centrales à charbon appelées à fermer à cause des réglementations sur la pollution de l'air ; mais plusieurs sociétés développant ce concept ont réduit leurs programmes faute de perspectives de déploiement à court terme.
En 2019, l'Agence internationale de l'énergie (EIA) estime que l'électricité nucléaire pourrait aux États-Unis chuter de 17 % en 2025 par rapport au niveau de 2018, perte qui sera « largement compensée par (la hausse de production) des nouvelles centrales au gaz naturel, éoliennes et solaires ». En août 2019, l'administration Trump crée, en soutien à la filière nucléaire, le National Reactor Innovation Center (NRIC), un centre destiné au « déploiement de réacteurs avancés » dans le secteur privé en lui ouvrant les laboratoires publics américains, pour y valider de nouveaux systèmes et accélérer l'obtention de licences et la commercialisation de ces réacteurs, dont les petits réacteurs modulaires (small modular reactors, SMR) et autres microréacteurs. L'administration Trump a aussi pris des mesures législatives visant à lever les freins à l'expérimentation de nouvelles solutions nucléaires.

## Débat sur l’énergie nucléaire
Les risques et les coûts ne sont pas évalués de la même façon par les pronucléaires et les antinucléaires, qui se divisent aussi au sujet de l'utilité des applications nucléaires civiles et militaires, en particulier de la production d’électricité nucléaire et de l’opportunité d’une sortie du nucléaire civil.
Les applications civiles de l’énergie nucléaire sont controversées en raison :
- des risques d’accident nucléaire grave sur un réacteur nucléaire ou au cours du cycle du combustible ;
- du risque de prolifération nucléaire ;
- du risque de terrorisme nucléaire par le détournement de matière radioactive pour l’utiliser comme toxique ou pour fabriquer une « bombe radiologique », ou par l’attaque directe d’un réacteur ;
- du coût économique de la gestion des déchets radioactifs à très long terme (notamment son financement) et du démantèlement nucléaire ;
- de réserves mondiales en combustibles limitées[42] : ces ressources exploitables dans les conditions économiques actuelles sont disponibles dans des ordres de grandeurs comparables, bien que plus élevés, aux ressources pétrolières et gazières (soit environ 90 ans à consommation constante[43] contre 50 à 60 ans pour les hydrocarbures) ;
- de la dépendance énergétique envers les pays producteurs d'uranium (tous situés hors d'Europe) ;
- des impacts environnementaux de l'exploitation des mines d'uranium ;
- des moyens utilisés par les pays occidentaux pour acquérir les ressources d'uranium dont elles ont besoin, suscitant des conflits[44] (comme pour le pétrole et les métaux précieux), notamment sur le continent africain ;
- de la complexité des moyens technologiques requis, qui rendent cette filière plus adaptée à un État centralisé[précision nécessaire] qu'à des collectivités territoriales décentralisées[45] ;
- des enjeux antagonistes de production et de sécurité, qui peuvent amener à des accusations de dissimulation de dysfonctionnements par des responsables, comme à la centrale du Tricastin[46],[47],[48],[49] ;
- de la contribution du nucléaire à la réduction du réchauffement climatique. Cette réduction serait très faible mais pas nulle : les centrales ne produisent pas de CO2, mais ont notamment libéré en France 1,3 à 2 tonnes de SF6[a] en 2019[50], un puissant gaz à effet de serre, dont le potentiel de réchauffement global est 23 500 fois celui du CO2, soit 30 000 à 45 000 tonnes d'équivalent CO2. Ces émissions restent faibles comparées aux quelque 500 000 tonnes équivalent CO2 de ce gaz émises en France[51] et aux 396 millions de tonnes équivalent CO2 tous gaz confondus émises en 2020, avant tout par les transports et le chauffage[50].
- de problèmes de sécurité nucléaire en cas de conflit, illustrés en 2022 par l'attaque russe contre la centrale nucléaire de Zaporijjia[52] qui représente un objectif stratégique pour les deux belligérants[53]. Ce type d'attaque peut conduire selon l’AIEA à des risques de fusion du cœur ou d'explosion de nature à générer une dissémination d'éléments radioactifs « bien plus grave » que lors de l'accident d'un réacteur à Tchernobyl, du fait qu'elle comporte six réacteurs[54],[55] ;
- de la durée de vie des déchets nucléaires, qui pose des problèmes de sûreté du stockage[56],[57] et d'information des populations futures concernant leur présence et leur dangerosité[58].

Les partisans des applications civiles de l'énergie nucléaire avancent d'autres arguments :

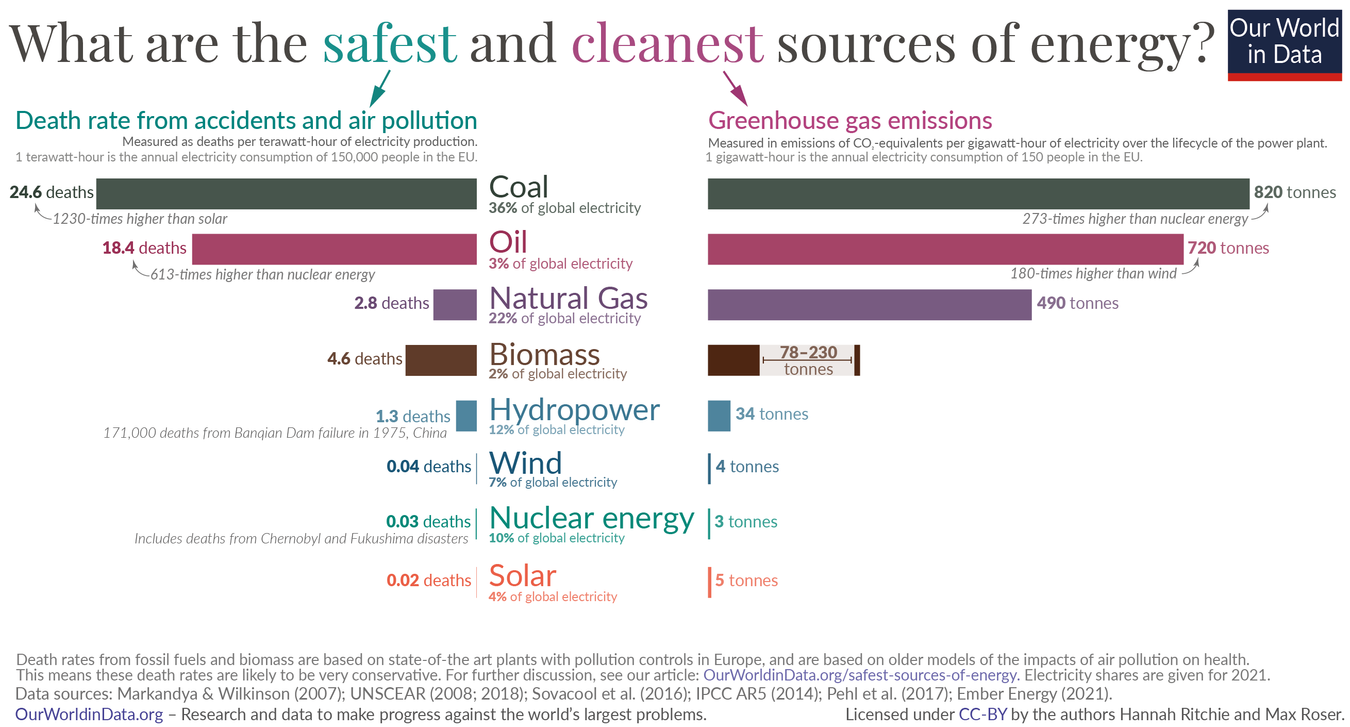
« Quelles sont les sources d'énergie les plus sûres et les plus propres ? » Le diagramme de gauche recense le nombre de morts par source d'énergie (par Térawatt-heure produit), celui de droite leurs émissions de gaz à effet de serre (en équivalent par gigawatt-heure d'électricité consommée, sur l'ensemble du cycle de vie).

- les filières nucléaires émettent relativement peu de dioxyde de carbone, contrairement aux énergies fossiles qui en libèrent énormément. Elles peuvent de ce fait contribuer à la réduction de la production de ce gaz à effet de serre qui a été identifié comme le principal responsable du réchauffement climatique de la planète. Les ministres de l'énergie des États-Unis, du Canada et du Japon ont lancé en mai 2018 l'initiative Nuclear Innovation: Clean Energy Future (NICE Future) pour promouvoir le nucléaire aux côtés des énergies renouvelables. Dès son lancement, NICE Future a été rejoint par de nombreux États : Royaume-Uni, Russie, Afrique du Sud, Émirats arabes unis, Pologne, Argentine et Roumanie. Une dizaine d’autres seraient déjà intéressés[59],[60] ;
- selon plusieurs études, la production nucléaire de l'électricité serait liée à moins de décès que d'autres manières de produire de l'électricité[61] ; la Société américaine de chimie estime en mars 2013 à « 1,84 million, le nombre de vies humaines sauvées par l'énergie nucléaire, et à 64 gigatonnes (Gt), la réduction des rejets en équivalent CO2 (gaz à effet de serre), du seul fait que la pollution associée aux énergies fossiles a été évitée ». De plus, en se fondant sur une projection des conséquences de Fukushima sur l'utilisation de l'énergie nucléaire, la même source indique « qu'au milieu de ce siècle, c'est 0,42 à 7,04 millions de vies qui pourraient être sauvées et 80 à 240 Gt de rejets en équivalent CO2 qui pourraient être évités (en fonction de l'énergie de remplacement). En revanche, l'expansion à grande échelle de l'utilisation du gaz naturel n'atténuerait pas le problème du réchauffement climatique et causerait beaucoup plus de décès que l'expansion de l'énergie nucléaire »[62] ;
- les matières fissiles n'interviennent que de manière marginale dans le coût de l'énergie produite et, si l'on accepte un coût supérieur de l'énergie, les ressources potentielles (écorce terrestre, eau de mer) sont plus élevées que les ressources existantes pour les combustibles carbonés (charbon, gaz, pétrole) ;
- la filière de génération IV permettant la surgénération (surgénérateurs de type Superphénix), les filières utilisant le thorium ou les centrales à fusion nucléaire, si elles étaient mises au point, pourraient alimenter toute la planète durant plusieurs milliers d'années au rythme de consommation actuelle ;
- le nucléaire permet de réduire la dépendance européenne au pétrole (pour la France, acheté essentiellement en Afrique, en Russie et autres pays de l'ex-URSS, au Moyen-Orient[63]) et fait partie des outils permettant de construire une Europe relativement autonome et indépendante[réf. nécessaire], du fait que la ressource en uranium est largement dispersée sur tous les continents et que les principaux gisements sont situés dans des pays alliés[réf. nécessaire] à l'Union européenne (pour la France : Kazakhstan, Canada, Niger, Australie et Namibie[64]) ;
- pour les pays[Lesquels ?] qui maîtrisent l'ensemble du cycle du combustible nucléaire, l'énergie nucléaire permet également de réduire la dépendance énergétique nationale[30].

## Avenir du nucléaire
Selon une note de l'Institut français des relations internationales (IFRI), « les retards et surcoûts des projets occidentaux dans le nucléaire civil sont en train de conforter un duopole russo-chinois sur les exportations de réacteurs de troisième et quatrième génération. Dans ce contexte, des petits réacteurs modulaires (small modular reactors, SMR) connaissent un regain d'intérêt et sont développés par de nombreux acteurs, allant principalement des entreprises d'État russes et chinoises à une multitude de start-up nord-américaines ». Cette note estime que l'ère des gros EPR est dépassée et les réacteurs de petite taille aux ingénieries intégrées et standardisées pourraient être produits de façon modulaire en usine, réduisant coûts et durée de construction. Ces petits réacteurs pourraient séduire les pays émergents.
Lors de la conférence de l'AIEA en octobre 2019, le président du GIEC, Hoesung Lee, détaille les conclusions du rapport spécial SR1.5 publié en 2018. Sur la base des 21 modèles disponibles, le GIEC a étudié 89 trajectoires permettant de contenir la hausse de la température globale à +1,5 °C à l’horizon 2100. Ces trajectoires montrent un effort important en termes d’efficacité énergétique, ainsi qu’un doublement de la part de l’électricité dans l’énergie totale (de 19 % en 2020 en valeur médiane à 43 % en 2050). Le nucléaire contribue aux efforts de décarbonation de l’électricité dans la très grande majorité des 89 trajectoires. Pour le président du GIEC, le nucléaire doit relever deux principaux défis : la compétitivité par rapport aux autres technologies non fossiles, et l’accélération de son rythme de déploiement ; il conclut : « Je vous souhaite de réussir à relever ces défis car le climat a besoin de toute l'aide possible ! ». Pour Fatih Birol, directeur général de l’Agence internationale de l'énergie : « Nous devons regarder toutes les technologies propres. Le solaire et l’éolien sont importantes. Mais nous pensons que le nucléaire et le CCS sont aussi importantes. Nous ne pouvons avoir le luxe de choisir notre technologie préférée ».
Une équipe de chercheurs publie en juin 2023 un article montrant que, pour contribuer de façon significative à la lutte contre le réchauffement climatique, le nucléaire ne peut pas se limiter à la seule fission de l’uranium, qui se heurterait à moyen terme aux limites des réserves d'uranium. Le développement d'autres filières, en particulier celles de la régénération, notamment par l’utilisation du plutonium, est indispensable pour donner une perspective de long terme au nucléaire. Mais la transition vers la régénération pourrait être longue, car elle dépend des ressources en plutonium produites par les centrales du parc actuel. Le choix de la stratégie de régénération est incompatible avec la stratégie actuelle de recyclage partiel du plutonium dans les REP, sous forme de combustible MOX. Le choix entre ces deux stratégies est complexe et le contexte économique actuel est défavorable, la part du combustible dans le coût de l'électricité étant faible, mais ce choix doit être effectué avec une large anticipation du fait de la grande durée de vie des réacteurs.